# Riccardo Rauchi
Riccardo Rauchi (Roma, 19 maggio 1920 – San Benedetto del Tronto, 22 agosto 1982) è stato un sassofonista, cantante e compositore italiano.

## Biografia
Diplomato in sassofono alto e composizione all'Accademia Nazionale di Santa Cecilia di Roma, inizia la carriera di musicista nel 1941 e, dopo la gavetta in alcune orchestrine minori, entra nel 1945 nell'Orchestra 013 di Piero Piccioni.
Passa poi all'orchestra di Armando Trovajoli, poi a quella di Pietro Rizza e infine, nel 1953, nel Quartetto di Renato Carosone; durante il periodo con Carosone ha modo di apparire nel 1956 nel film Maruzzella di Luigi Capuano.
Alla fine del 1956 abbandona il gruppo e forma un duo con il chitarrista Alberto Pizzigoni, facendosi accompagnare alla batteria da Lino Liguori ed al contrabbasso e al pianoforte da Francesco Acocella; diventano per qualche tempo il gruppo di accompagnamento di Nicola Arigliano, con cui incidono anche alcuni 78 giri nel 1957 (con le denominazioni Nicola Arigliano e il duo Riccardo Rauchi & Alberto Pizzigoni e Tandem R. Rauchi A. Pizzigoni).
Nell'autunno Rauchi decide di formare un proprio complesso (in cui militeranno nel corso degli anni, anche Sergio Endrigo e Riccardo Del Turco), con cui ottiene un contratto con La voce del padrone, etichetta con cui incide fino alla metà degli anni '60, ottenendo molto successo con canzoni quali Un disco e tu (ripresa da Mina dapprima in un 45 giri e poi nell'EP Folle banderuola/Un disco e tu/Amorevole/Aiutatemi), Non occupatemi il telefono (con Endrigo come voce solista), Carina (scritta da Alberto Testa e Corrado Lojacono e ripresa anche da Fred Buscaglione) e Patricia.
Nel 1959 vince la Conchiglia d'oro, concorso nazionale per orchestre; si esibisce inoltre all'estero, in particolare nei Paesi Bassi e nel Regno Unito, ed è il direttore d'orchestra al Burlamacco d'oro (con Gastone Parigi).
Vi sono poi alcuni cambi di formazione, poiché Franco Franchi, Endrigo e Del Turco decidono di dedicarsi alla carriera solista,  il batterista Ugo Conta abbandona il complesso sostituito da Giancarlo Marini (fratello di Marino Marini) mentre il chitarrista Sergio Coppotelli entra nella formazione di Bruno Martino.
Partecipa come ospite alla Sei giorni della canzone 1961, e nello stesso anno African Waltz viene inserita nei cinebox; nel 1962 registra per la Rai un programma televisivo con la storia della sua vita; l'anno successivo decide di sciogliere il complesso per ritirarsi dalle scene; il tastierista Santi Latora decide così di formare un proprio gruppo.
Nel 1969 ritorna a suonare con un nuovo complesso, che forma insieme a Gegè Di Giacomo (alla batteria), con Lele Biondi (contrabbasso, voce), Rino Cognoli (tromba), Massimo Casadei (chitarra, voce), Luciano Gabrici (pianoforte), Manuela Golser (voce), e con cui si esibisce per tutta la prima metà del decennio successivo; si ritira definitivamente nel 1976.
Nel 2010 alcune incisioni di Rauchi con Sergio Endrigo alla voce solista sono state ristampate in CD dall'On Sale Music in una raccolta delle prime incisioni del cantautore istriano intitolata Si comincia a cantare.

## I musicisti del complesso di Riccardo Rauchi dal 1957 al 1963
- Riccardo Rauchi: sax alto, clarino, voce
- Franco Franchi: voce
- Sergio Endrigo: contrabbasso, voce
- Riccardo Del Turco: contrabbasso, voce
- Santi Latora: pianoforte
- Sergio Coppotelli: chitarra
- Gianni Caranti: trombone
- Pino Scherzi: trombone
- Ugo Conta: batteria
- Giancarlo Marini: batteria
- Gianni Bedori: sax tenore, sax baritono, flauto
- Franco Fortuna: voce

## Discografia
Album in studio
- 1958 - Riccardo Rauchi
- 1959 - Rauchi alla ribalta
- 1961 - I grandi successi di Riccardo Rauchi

EP
- 1959 - Carina/Da te era bello restar (Bei Dir War Es Immer So Schon)/Vivo perché t'amo (Love Me Forever)/Adorabile
- 1959 - Aiuto/Patricia/ Notte lunga notte/Un'ora con te

Singoli
- 1957 - Rock and roll a Margellina/Che c'è Concè
- 1957 - Perrita Congo/Pobre luna (con Nicola Arigliano ed Alberto Pizzigoni)
- 1957 - Sixteens Tons/'na canzone pè ffa ammore (con Nicola Arigliano ed Alberto Pizzigoni)
- 1957 - Lisbona antica/Ho perso le maracas (con Nicola Arigliano ed Alberto Pizzigoni)
- 1958 - Vivo perché t'amo/Carina
- 1958 - Patricia/Storia di un amore (Historia de un amor)
- 1959 - Notte lunga notte/Un'ora con te
- 1959 - Labbra di fuoco/Venus
- 1959 - Tu/Non so cos'è
- 1959 - Ho rubato la luna/Ghiaccio bollente
- 1959 - Deliziosa/Rosita
- 1959 - Non occupatemi il telefono/Un disco e tu
- 1960 - Non sembra vero/L'amore
- 1962 - Sophisticated/Concerto azzurro
- 1963 - Relax/La mia dedica